# Кучеренко Володимир Олексійович
Володи́мир Олексі́йович Кучере́нко (18 липня 1909, станція Лозова, тепер Харківська область — 26 листопада 1963, місто Москва) — фахівець у галузі будівництва, лауреат Сталінської премії (1951), відзначений державними нагородами СРСР. Член ЦК КПРС у 1956—1963 роках. Депутат Верховної Ради СРСР 5—6-го скликань.

## Життєпис
Народився в родині залізничного машиніста на станції Лозовій Катеринославської губернії, брат Миколи Кучеренка. З 1925 року працював робітником на залізниці. У 1927—1929 роках — десятник залізничних майстерень на станції Лозова.
1933 року закінчив Харківський будівельний інститут.
У 1933—1934 роках — інженер, прораб на будівництві цукрового заводу в місті Куп'янську Харківської області. У 1934—1936 роках — прораб на будівництві паровозобудівного заводу в місті Улан-Уде Бурят-Монгольської АРСР.
З 1936 по 1939 рік — головний інженер на будівництві заводів тресту «Індустрбуд» у Донбасі (місто Сталіно і Петровеньки).
У 1939—1941 роках — керуючий тресту «Південьважбуд» у місті Харкові.
У 1941—1943 роках — керуючий тресту № 50 у місті Стерлітамак Башкирської АРСР.
Член ВКП(б) з 1942 року.
У 1943—1948 роках — головний інженер тресту «Південьважбуд». Керував будівництвом та відновленням промислових підприємств в Дніпропетровську, Макіївці, Сталіно, Харкові та інших містах.
У 1948—1950 роках — керуючий тресту «Південьавтобуд» у місті Дніпропетровську.
У 1950—1952 роках — член колегії, заступник міністра будівництва підприємств машинобудування СРСР. У 1952—1953 роках — заступник начальника 1-го Головного управління при Раді Міністрів СРСР. У 1953—1954 роках — заступник начальника Головного управління в Міністерстві середнього машинобудування СРСР.
У 1954—1955 роках — начальник Головного управління з житлового та цивільного будівництва (Головмосбуду) при Московському міськвиконкомі та заступник голови виконавчого комітету Московської міської ради депутатів трудящих.
У лютому 1955 — грудні 1956 року — заступник голови Ради Міністрів СРСР. Одночасно у березні 1955 — січні 1961 року — голова Державного комітету СРСР у справах будівництва. У грудні 1956 — травні 1957 року — заступник голови Державної економічної комісії Ради Міністрів СРСР із поточного планування народного господарства — міністр СРСР.
З 1961 по 1963 рік — президент Академії будівництва та архітектури СРСР. За сумісництвом з весни 1963 року — заступник голови Державного комітету СРСР в справах будівництва. Від серпня по листопад 1963 року — голова Державного комітету СРСР в справах будівництва — міністр СРСР.
Похований у Кремлівській стіні на Красній площі Москви.

## Нагороди та звання
- три ордени Леніна
- орден Трудового Червоного Прапора
- орден Червоної зірки
- медаль «За доблесну працю у Великій Вітчизняній війні 1941—1945 рр.»
- Сталінська премія ІІІ ст. (1951) — за розробку технології, засвоєння виробництва і впровадження у будівництво конструктивного пористого бетону.